# ان-متیل‌مورفولین ان-اکسید
ان-متیل‌مورفولین ان-اکسید (به انگلیسی: N-Methylmorpholine N-oxide) با فرمول شیمیایی C۵H۱۱NO۲ یک ترکیب شیمیایی با شناسه پاب‌کم ۸۲۰۲۹ است. که جرم مولی آن ۱۱۷٫۱۵ g/mol می‌باشد. 